# Diamond Harbour (Neuseeland)
Diamond Harbour ist eine kleine Siedlung auf der Banks Peninsula im Stadtgebiet von Christchurch auf der Südinsel von Neuseeland.

## Geographie
Die Siedlung liegt an den Ufern des mittleren südlichen Teils des Lyttelton Harbours, 13 km südöstlich des Stadtzentrums von Christchurch. Der Ort hat eine Fährverbindung nach Lyttelton an der Nordküste des Hafens, von wo Busse nach Christchurch fahren.

## Geschichte
In der Siedlung stand bis 2012 das Godley House, dass das später Wohnhaus von Mark Stoddart war. Dieser soll der Namensgeber der Bucht gewesen sein. Das Haus wurde beim Erdbeben im Jahr 2011 schwer beschädigt und im Folgejahr abgerissen.

## Bevölkerung
Zum Zensus des Jahres 2013 zählte die Siedlung 1467 Einwohner, 5,6 % mehr als zur Volkszählung im Jahr 2006.

## Persönlichkeiten
- Margaret Stoddart (1865–1934), Malerin